# Chionostomum hainanensis
Chionostomum hainanensis är en bladmossart som beskrevs av Benito C. Tan och Jia Yu 1999. Chionostomum hainanensis ingår i släktet Chionostomum och familjen Sematophyllaceae. Inga underarter finns listade i Catalogue of Life.